# Arq
Arq – seria komiksowa autorstwa niemiecko-belgijskiego scenarzysty i rysownika Andreasa Martensa, ukazująca się oryginalnie nakładem francuskiego wydawnictwa Delcourt od 1997 do 2015. Seria składa się z 18 tomów podzielonych na trzy cykle. Po polsku opublikowało ją w całości wydawnictwo Egmont Polska w trzech albumach zbiorczych.

## Fabuła
Seria utrzymana w konwencji thrillera i science-fiction opowiada historię grupy niezwiązanych ze sobą ludzi przeniesionych przez tajemnicze siły do świata Arq.

## Lista tomów
| Tom           | Tytuł i rok wydania polskiego | Tytuł i rok wydania oryginalnego | Uwagi                                                          |
| Cykl pierwszy | Cykl pierwszy                 | Cykl pierwszy                    | Cykl pierwszy                                                  |
| ------------- | ----------------------------- | -------------------------------- | -------------------------------------------------------------- |
| 1             | Gdzie indziej (2009)          | Ailleurs (1997)                  | W polskiej wersji tomy ukazały się w jednym albumie zbiorczym. |
| 2             | Wspomnienia 1 (2009)          | Mémoires 1 (1998)                | W polskiej wersji tomy ukazały się w jednym albumie zbiorczym. |
| 3             | Wspomnienia 2 (2009)          | Mémoires 2 (1999)                | W polskiej wersji tomy ukazały się w jednym albumie zbiorczym. |
| 4             | Racken (2009)                 | Racken (2000)                    | W polskiej wersji tomy ukazały się w jednym albumie zbiorczym. |
| 5             | White Dust (2009)             | White Dust (2001)                | W polskiej wersji tomy ukazały się w jednym albumie zbiorczym. |
| 6             | Przebudzenie (2009)           | Réveil (2002)                    | W polskiej wersji tomy ukazały się w jednym albumie zbiorczym. |
| Cykl drugi    |                               |                                  |                                                                |
| 7             | Dorro Zengu (2010)            | Dorro Zengu (2003)               | W polskiej wersji tomy ukazały się w jednym albumie zbiorczym. |
| 8             | Znów razem (2010)             | Retrouvailles (2005)             | W polskiej wersji tomy ukazały się w jednym albumie zbiorczym. |
| 9             | Krzyżowy ogień (2010)         | Feu croisé (2006)                | W polskiej wersji tomy ukazały się w jednym albumie zbiorczym. |
| 10            | Tehos (2010)                  | Tehos (2007)                     | W polskiej wersji tomy ukazały się w jednym albumie zbiorczym. |
| 11            | Czarny Mistrz (2010)          | Maître Noir (2008)               | W polskiej wersji tomy ukazały się w jednym albumie zbiorczym. |
| 12            | Misja (2010)                  | Mission (2009)                   | W polskiej wersji tomy ukazały się w jednym albumie zbiorczym. |
| Cykl trzeci   |                               |                                  |                                                                |
| 13            | Detektywi (2016)              | Détectives (2010)                | W polskiej wersji tomy ukazały się w jednym albumie zbiorczym. |
| 14            | Intruzi (2016)                | Intrus (2011)                    | W polskiej wersji tomy ukazały się w jednym albumie zbiorczym. |
| 15            | Księżyc (2016)                | Lune (2012)                      | W polskiej wersji tomy ukazały się w jednym albumie zbiorczym. |
| 16            | Sny (2016)                    | Rêves 1 (2013)                   | W polskiej wersji tomy ukazały się w jednym albumie zbiorczym. |
| 17            | Sny 2 (2016)                  | Rêves 2 (2014)                   | W polskiej wersji tomy ukazały się w jednym albumie zbiorczym. |
| 18            | Tutaj (2016)                  | Ici (2015)                       | W polskiej wersji tomy ukazały się w jednym albumie zbiorczym. |